# Список умерших в 1800 году
В этой статье представлен список известных людей, умерших в 1800 году.
- См. также: Категория:Умершие в 1800 году

## Январь
- 21 января — Йоахим Готлиб Швабе (нем. Joachim Gottlieb Schwabe), немецко-балтийский пастор и писатель (родился в 1754).

## Февраль
- 27 февраля — Мария Аделаида Французская, французская принцесса из династии Бурбонов (родилась в 1732). Она была четвёртой дочерью и шестым ребёнком короля Франции Людовика XV

## Апрель
- 25 апреля — Уильям Купер (William Cowper), английский поэт (родился в 1731).
- 28 апреля — Евстигней Ипатович Фомин, русский композитор (родился в 1761).

## Май
- 7 мая

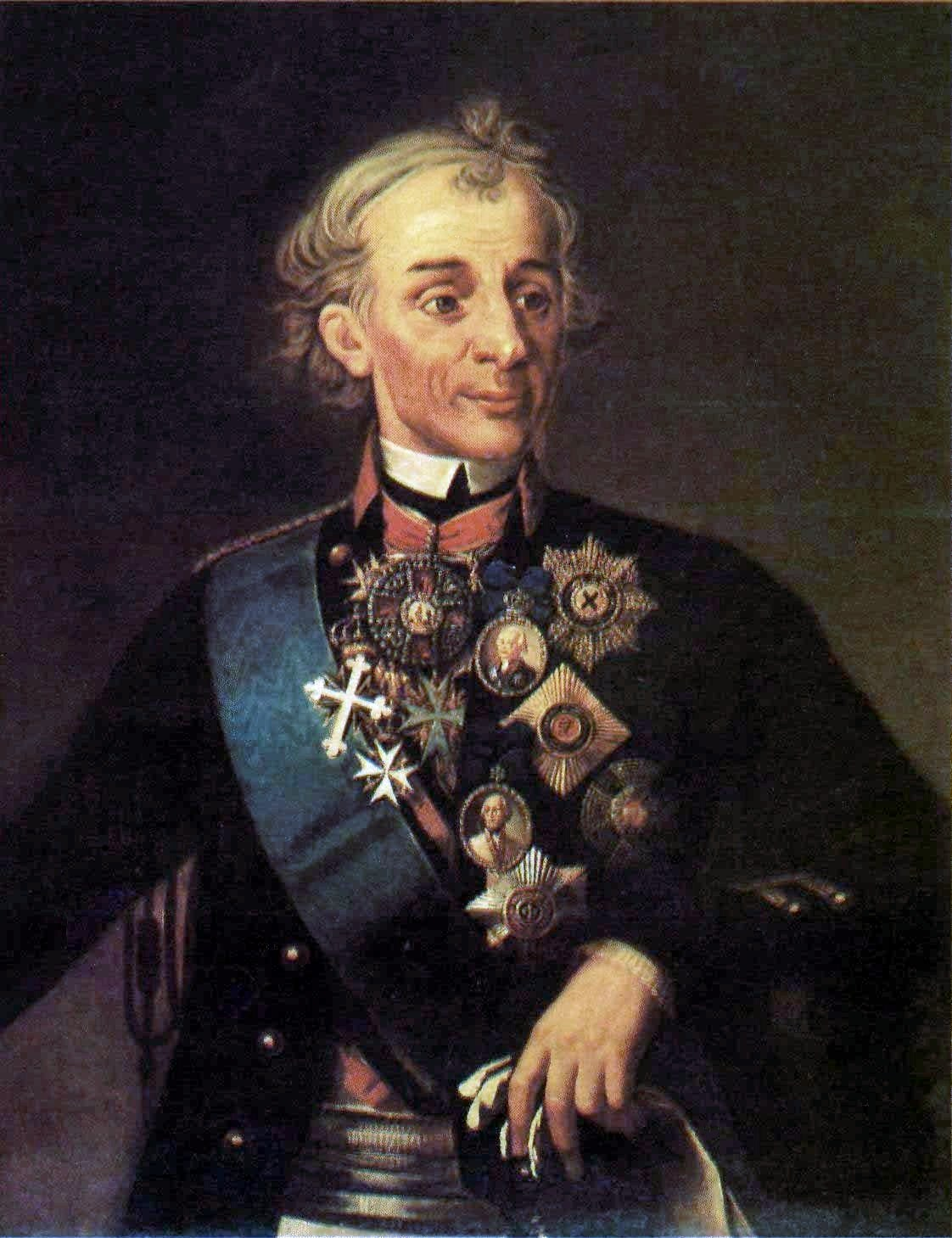
Суворов

— Никколо Пиччини (Niccolò Vito Piccinni), итальянский композитор классической музыки (родился в 1728).
— Жан Батист Мишель Валлен-Деламот (Jean-Baptiste Vallin de la Mothe), французский архитектор, работавший в 1750-х—1770-х годах в Петербурге (родился в 1729).
- 18 мая — Александр Васильевич Суворов, русский генералиссимус (родился в 1729 или 1730).

## Июнь
- 14 июня — Жан-Батист Клебер (Jean-Baptiste Kléber), французский генерал (родился в 1753).
- 20 июня — Авраам Готтгельф Кестнер (Abraham Gotthelf Kästner), немецкий математик и автор эпиграмм (родился в 1719).

## Июль
- 15 июля — Христиан Христианович Безак (Gottlieb Christian Besack), российский педагог (родился в 1727).

## Октябрь
- 2 октября — Карл Йозеф Антон фон Ауэршперг, (80)  австрийский государственный деятель.
- 8 октября — Салават Юлаев, башкирский борец за свободу и поэт, национальный герой Башкирии (родился в 1752).

## Ноябрь
- 22 ноября — Соломон Маймон — немецкий философ еврейского происхождения, критик Канта.

## Декабрь
- 14 декабря — Осип Михайлович Дерибас (José de Ribas), российский адмирал испанского происхождения (родился в 1749).
- 18 декабря — Ренат Карл Зенкенберг (49) публицист, правовед.
- 28 декабря — Георгий XII, последний царь Картли-Кахетинского царства (11 января 1798 — 28 декабря 1800). Сын царя Ираклия II. Из династии Багратионов (родился в 1746).

## Дата неизвестна или требует уточнения
- Харламов, Фёдор Васильевич, генерал-майор, герой Швейцарского похода Суворова (родился в 1730).